# Hrabstwo Essex (Massachusetts)

Piramida wieku hrabstwa

Hrabstwo Essex (ang. Essex County) – hrabstwo w Stanach Zjednoczonych, w północno-wschodniej części stanu Massachusetts. W roku 2000 zamieszkane było przez 723 419 mieszkańców. W hrabstwie są dwa ośrodki administracyjne (ang. county seat): Salem i Lawrence.

## Samorząd hrabstwa
Podobnie jak wiele innych hrabstw stanu Massachusetts, Essex nie ma własnego samorządu i istnieje tylko jako kraina geograficzna w swoich historycznych granicach. Wszelkie funkcje samorządu lokalnego przejęły w roku 1999 agencje stanowe. Szeryf i niektórzy urzędnicy w Esseksie są wybierani w wyborach lokalnych, ale hrabstwo nie ma własnej rady, zarządu czy pracowników administracji.

## Geografia
Powierzchnia hrabstwa wynosi 2146 km², w tym 1297 km² stanowi ląd a 849 km² (39,57%) woda.
Hrabstwo Essex graniczy z hrabstwem Suffolk od południa, z hrabstwem Middlesex z zachodu, z hrabstwem Rockingham w stanie New Hampshire od północy oraz z Oceanem Atlantyckim ze wschodu.
W hrabstwie Essex zawierają się krainy geograficzne: North Shore (Wybrzeże Północne), Cape Ann oraz duża część doliny rzeki Merrimack.

## Demografia
Według spisu powszechnego z roku 2000, w hrabstwie żyło 723 419 mieszkańców (185 081 rodzin) w 275 419 gospodarstwach domowych. Gęstość zaludnienia wynosiła 558 osób na km², zaś 287 144 domy rozmieszczone były ze średnią gęstością 221 budynków na km².
W całej populacji hrabstwa 86,44% stanowiły osoby rasy białej, 2,6% czarnej, 2,34% azjatyckiej, 0,23% rdzennie amerykańskiej, 0,04% oceanicznej, 6,2% innych pojedynczych ras, a 2,15% dwóch lub więcej ras. Latynosami określiło się 11,04% badanych.
Spośród 275 419 gospodarstw domowych 51,1% należało do małżeństw mieszkających wspólnie, w 32,8% mieszkały nieletnie dzieci, 12,4% prowadziła niezamężna kobieta, a 32,8% było gospodarstwami nierodzinnymi. W 31% mieszkały osoby samotne, w tym 10,9% powyżej 65 roku życia.
Średnio na gospodarstwo domowe przypadało 2,57 osoby, zaś na rodzinę 3,15 osoby.
Średni wiek mieszkańca Esseksu wyniósł 38 lat, a na 100 mieszkanek przypadało 91,9 mieszkańców. Najliczniejszą grupą wiekową (30,3%) była populacja osób od 25 do 44 roku życia.
Średni roczny przychód gospodarstwa domowego wyniósł 51.576 USD, zaś średni roczny przychód rodziny 63 746 USD. Mężczyźni zarabiali rocznie średnio 44 569 USD, natomiast kobiety tylko 32 369 USD. Przychód per capita hrabstwa wyniósł 26.358 USD. Około 7% rodzin (9% populacji) żyło poniżej granicy ubóstwa – w tym około 12% niepełnoletnich i 9% osób powyżej 65. roku życia.
W roku 2006 hrabstwo Essex miało wątpliwy honor trafić na listę magazynu Forbes, dotyczącą miejsc w Stanach Zjednoczonych, w których najbardziej przepłaca się za utrzymanie. Magazyn zwrócił uwagę na wysokie koszty życia i drogie nieruchomości.

### Miasta
- Amesbury
- Andover
- Beverly
- Boxford
- Danvers
- Essex
- Georgetown
- Gloucester
- Groveland
- Hamilton
- Haverhill
- Ipswich
- Lawrence
- Lynn
- Lynnfield
- Manchester-by-the-Sea
- Marblehead
- Merrimac
- Methuen
- Middleton
- Nahant
- Newbury
- Newburyport
- North Andover
- Peabody
- Rockport
- Rowley
- Salem
- Salisbury
- Saugus
- Swampscott
- Topsfield
- Wenham
- West Newbury

### CDP
- Andover
- Boxford
- Essex
- Ipswich
- Rockport
- Rowley
- Salisbury
- Topsfield

## Wybory
W hrabstwie Essex w ostatnich 12 wyborach prezydenckich (lata 1960–2004) kandydat Republikanów zyskiwał większość głosów 2 razy (1980, 1984), podczas gdy kandydat Demokratów zdobywał większość głosów w pozostałych głosowaniach (10 razy).